# Exmouth Island
Exmouth Island – jedna z sześciu wysp Zatoki Norweskiej w Kanadzie.